# 須德海工程

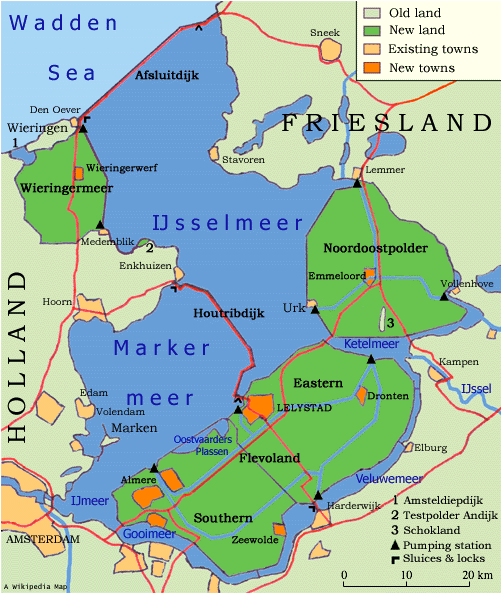
工程計劃圖

須德海工程（荷蘭語：Zuiderzeewerken）是荷蘭在須德海進行的大規模開發工程。通過修建攔海大壩隔開北海和須德海，以防止高潮侵入內地並進行围垦。淡水湖愛塞湖就是因須德海工程而形成的人工湖。工程自1927年開始，在1986年竣工。現在須德海工程形成的土地主要用於農業開發。

须德海工程地图